# 罈同鄉
罈同鄉，是四川省鄰水縣下轄的一個鄉級行政單位。

## 沿革
- 清代道光年間，為罈子壩場。
- 民國4年(1915年)，縣設六保衛區，為第四保衛區罈子鄉。
- 民國24年(1935年)7月1日，將6個區合併為3個區，罈子鄉和同樂鄉合併為罈同鎮，屬鄰水縣第三區。
- 民國29年(1940年)3月1日，實行新縣制，罈同鎮屬鄰水縣第四區。
- 民國31年(1942年)1月6日，屬鄰水縣第五區罈同鄉，轄24保、231甲。
- 1949年12月，罈同區人民政府即建立了罈同鄉公所。1953年4月24日，罈同鄉公所改稱罈子鄉人民政府。1956年1月16日，罈子鄉人民政府改稱罈同鄉人民委員會。1958年9月22日，罈同鄉人委改稱罈同人民公社。1966年5月「文革」開始後，罈同人民公社工作受到干擾。1967年3月，由公社武裝幹部和群眾主持成立了罈同人民公社生產辦公室，負責公社日常工作[1]。
- 1968年10月4日，經縣人武部黨委批准，罈同人民公社革命委員會成立[2]。
- 1976年10月後，罈同人民公社的行政組織機構仍然是革命委員會。1981年3月，縣委決定撤銷罈同人民公社革委會，建立罈同人民公社管理委員會，管委會設主任、副主任。1984年1月，根據中共中央體制改革要求，縣委又決定撤銷罈同人民公社管委會，建立罈同鄉人民政府[3]。
- 1994年，黑灘鄉併入，改置罈同鎮。